# Kirtland (New Mexico)
Kirtland ist ein Dorf im Nordwesten des US-Bundesstaates New Mexico im San Juan County am San Juan River an der Grenze zur Navajo Nation Reservation. Es hat 6190 Einwohner und eine Fläche von 31 km².